# Musikjahr 1408
Liste der Musikjahre

◄◄ | ◄ | 1404 | 1405 | 1406 | 1407 | Musikjahr 1408 | 1409 | 1410 | 1411 | 1412 | ► | ►►

Weitere Ereignisse
Dieser Artikel behandelt das Musikjahr 1408.

## Ereignisse

### Heiliges Römisches Reich

#### Freie Reichsstadt Köln
- Der deutsche kartäusische Mystiker und Choraltheoretiker Heinrich Eger von Kalkar stirbt am 20. Dezember in Köln.[1]

#### Fürstbistum Cambrai
- Nicholas Grenon wirkt als Grammatiklehrer der sechs Chorknaben an der Kathedrale von Cambrai und singt als „petit vicair“ im Chor.[2]

#### Grafschaft Provence
- Wie in den Jahren 1400 und 1401 wird das Hochamt in der Kirche Saint Sauveur in Aix-en-Provence von dem spanischen Dominikanerprediger Vinzenz Ferrer gefeiert. Die Feierlichkeiten werden von Sängern und einem Portativ begleitet.[3]

### Italienische Staaten
- Der italienische Komponist Rentius de Ponte Curvo ist Priester in Cividale de Friuli.[4]

### Königreich Frankreich
- Jean Tapissier reist mit seinen Chorknaben nach Amiens und Arras, wo sie auftragsgemäß vor dem neuen burgundischen Herzog Johann Ohnefurcht singen. Später im gleichen Jahr erhält er eine Belohnung für seine Mithilfe bei der Durchführung der Gottesdienste beim Aufenthalt des burgundischen Hofes in Paris.[5]

## Kompositionen und Schriften
- Prosdocimus de Beldemandis schreibt die Abhandlung Tractatus pratice cantus mensurabilis.[6]

## Gestorben
- 20. Dezember: Heinrich Eger von Kalkar, deutscher kartäusischer Mystiker und Choraltheoretiker (* 1328)[1]